# Calomnierea calomniei
Calomnierea calomniei este un film românesc din 1970 regizat de Bob Călinescu.